# Лагерь беженцев Эль-Басс
Лагерь Эль-Басс (араб. مخيم البص‎) — также транслитерируется как Бас, Баас, Бусс, Бус с артиклем Эль или Аль) — один из лагерей палестинских беженцев в Ливане, расположенных в городе Тир на юге Ливана. Изначально это было убежище для переживших геноцид армян с 1930-х до 1950-х годов, построенное в болотистой местности, которая в древние времена, по крайней мере, полтора тысячелетия до этого была некрополем.

## Территория

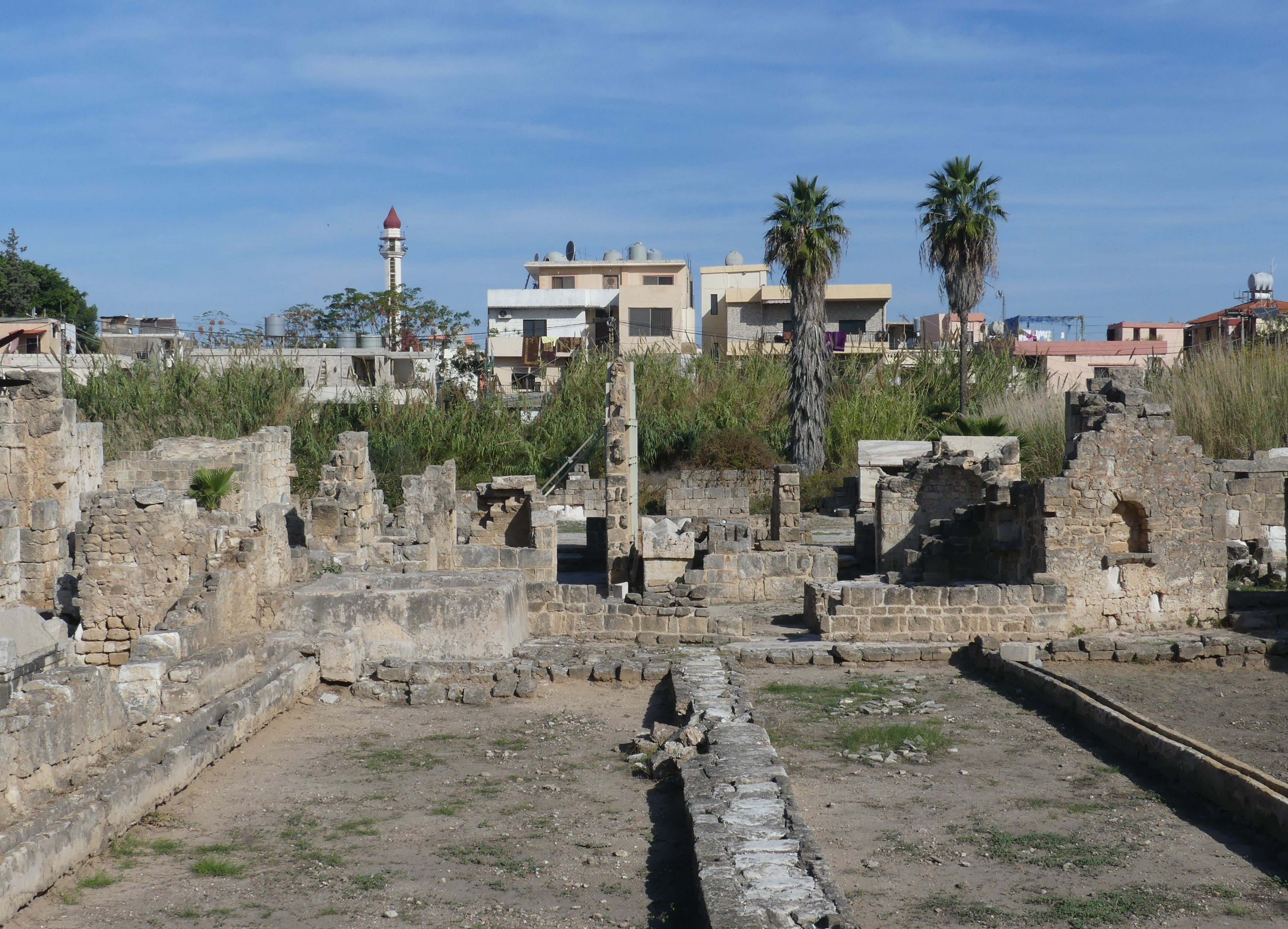
Древние руины комплекса Эль-Басс с современными постройками лагеря позади

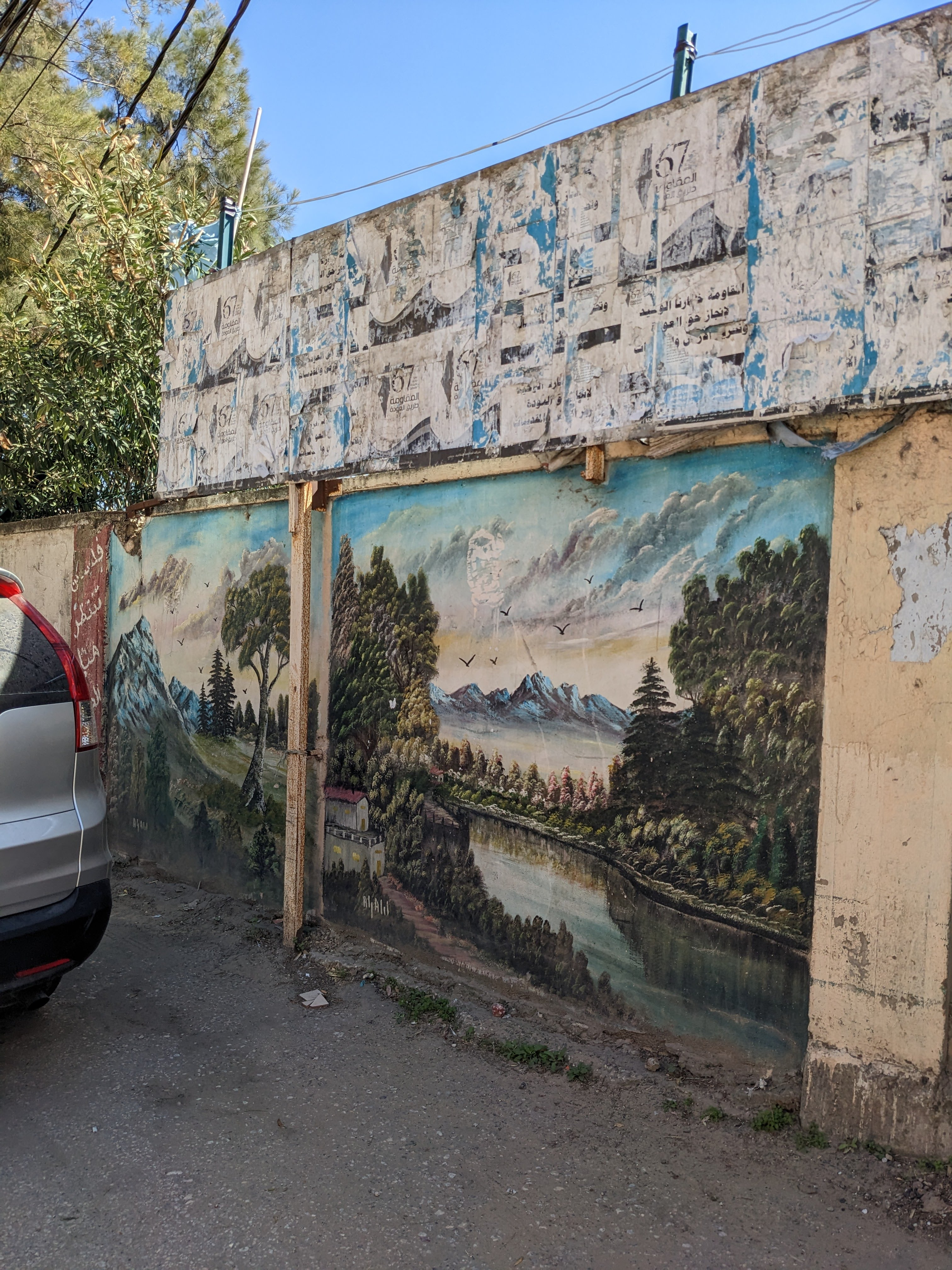
Участок стены, отделяющей лагерь от древнего города, март 2023

Эль-Басс расположен в северо-восточной части муниципалитета Сур. К югу от лагеря Эль-Басс, отделенного стеной и оставшимися водными бассейнами от первоначального болота, находится обширный археологический памятник Эль-Басс, пользующийся популярностью у туристов.

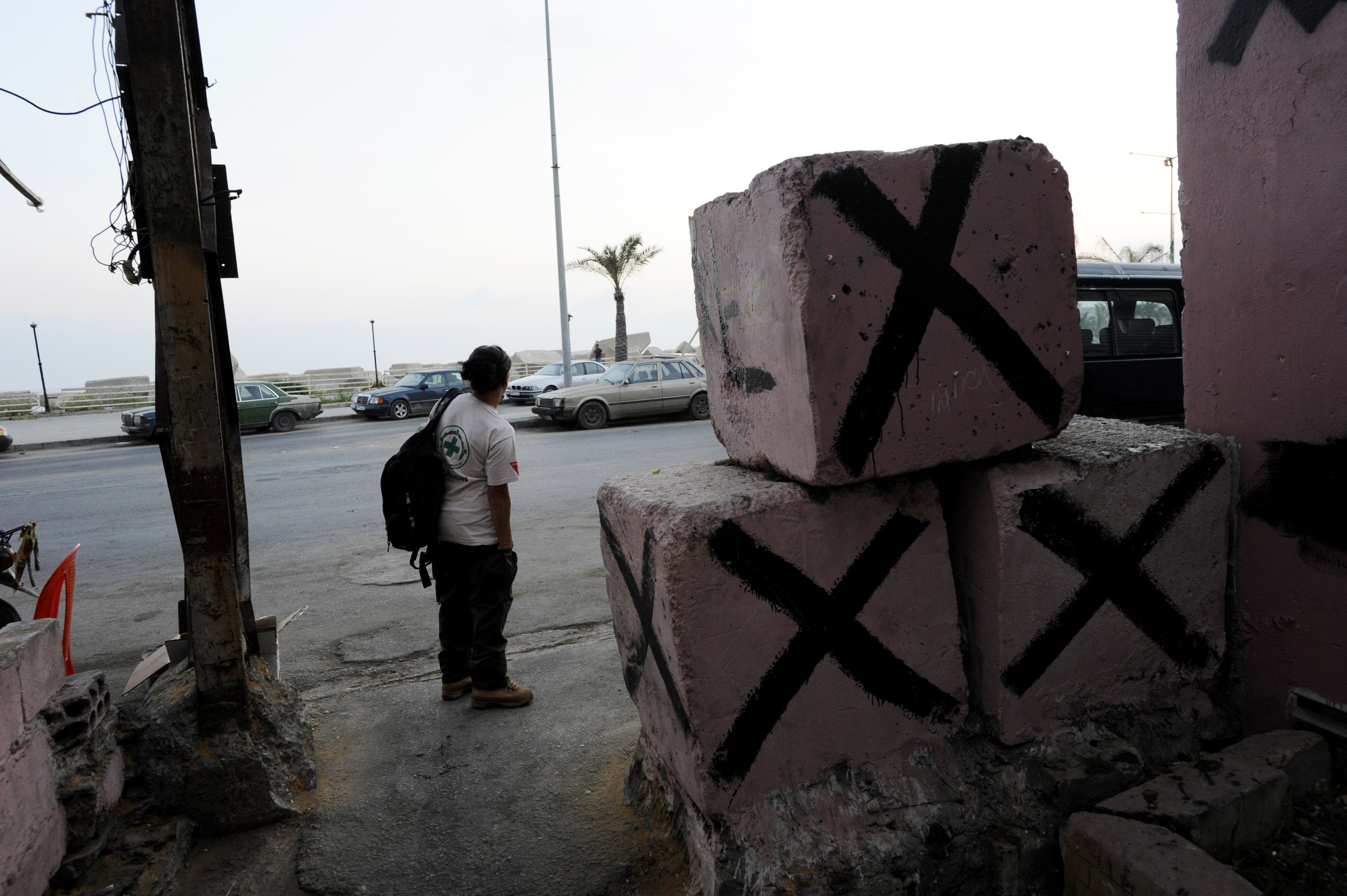
Вход/выход для пешеходов с северной стороны лагеря Эль-Басс в сторону набережной (Фото Cluster Munition Coalition /2011)

Лагерь занимает площадь около 1 км². С северной стороны лагерь граничит с основными дорогами на въезде на полуостров Тира, а с восточной стороны — с морской дорогой Север-Юг Бейрут-Накура. Следовательно, он сильно страдает от сильных пробок на перекрестках, особенно в часы пик на кольцевой развязке Эль-Басс. Лагерь имеет несколько въездов для пешеходов, но только один с юго-восточной стороны — для автотранспорта. Въезд и выезд туда контролируются на контрольно-пропускном пункте Ливанскими вооруженными силами. Иностранные посетители должны предъявить им разрешения от военной разведки.
«Хотя лагерь представляет собой лабиринт крошечных переулков, беспорядочно пересекающихся друг с другом, он гораздо менее многолюден и устрашающ, чем некоторые другие лагеря по всей стране».
В 2017 году было насчитано 687 зданий с 1356 домашними хозяйствами в Эль-Бассе. Большинство зданий представляют собой убежища из бетонных блоков, которые считаются некачественными. В то время как застройка восточной части вокруг бывшего армянского лагеря плотная, западная часть лагеря развивалась более планомерно. Многие предприятия, особенно механические мастерские для автомобилей, на северной стороне вдоль главной дороги интегрируют внешнюю окраину лагеря в городской пейзаж. Однако,
«Хотя Эль-Басс является частью городской ткани, он остается периферийным пространством».
Тир, как и весь Южный Ливан, на протяжении всей современной истории был маргинализирован, поэтому лагерь Эль-Басс можно считать
«периферией внутри периферии».

## История

#### Колониальное правление французского мандата (1920—1943)

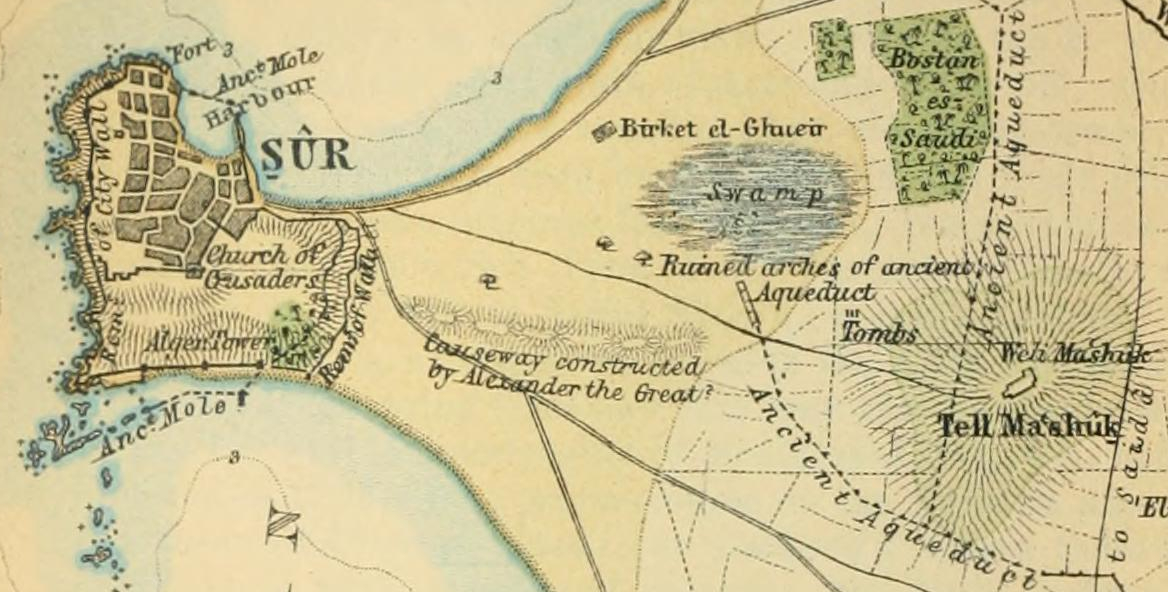
Карта 1906 года с Эль-Бассом в виде болота

Первого сентября 1920 года французским колониальным правительством было провозглашено новое государство Великий Ливан под опекой Лиги Наций в лице Франции. Тир и Джебель-Амель были присоединены к южной части мандата. Верховным комиссаром Франции в Сирии и Ливане стал генерал Анри Гуро.
В 1932 году колониальные власти предложили участок земли площадью около 30 000 квадратных метров в Эль-Бассе Обществу шиитских священнослужителей и феодалов Джабаль Амель Улема для строительства школы. Однако этот план не был реализован из-за внутренних разногласий местных правящих сил, и через несколько лет французские правители приписали заболоченную местность пережившим геноцид армянам, которые начали прибывать в Тир ещё в начале 1920-х гг. в основном на лодках. В 1928 году здесь было основано отделение Армянского Всеобщего Благотворительного Союза.
Неизвестно, когда точно был создан лагерь для армянских беженцев. Согласно некоторым источникам, это было в 1935-36, когда был построен ещё один лагерь в Рашидихе на побережье, в пяти километрах к югу от города Тир. Однако Ближневосточное агентство Организации Объединённых Наций для помощи палестинским беженцам и организации работ утверждает, что лагерь Эль-Басс был построен в 1937 году, тогда как Программа Организации Объединённых Наций по населённым пунктам датирует его 1939 годом.
В последующие годы в лагере были построены армянская часовня и церковь. Несуществующая часовня в настоящее время является частью школьного здания, а церковь Святого Павла принадлежит Маронитской католической архиепархии Тира и все ещё находится в эксплуатации.
8 июня 1941 года совместная кампания Великобритании и Свободной Франции в Сирии и Ливане под названием Сирийско-Ливанская операция освободила Тир от нацистских пособников режима Виши маршала Филиппа Петена.

#### После обретения независимости (с 1943)
Ливан получил независимость от французского колониального правительства 22 ноября 1943 года. Политический лидер маронитов Эмиль Эдде — бывший премьер-министр и президент —предложил сионистскому лидеру Хаиму Вейцману, чтобы христианский Ливан
«уступил некоторые части территорий в пользу строящегося еврейского государства. Это могли бы быть Тир, Сидон и 100 000 мусульман, живущих там, но когда он обратился с этим вопросом к Вейцману, даже он отказался от того, назвав подарком, который кусается». 

##### Исход палестинцев 1948—1949
Когда в мае 1948 года было провозглашено государство Израиль, Тир сразу же пострадал: с исходом палестинцев, также известным как Накба, тысячи палестинских беженцев бежали в город, часто по морю. Эль-Басс был одним из первых мест, которые были переданы палестинским беженцам в качестве транзитного лагеря. Большинство палестинцев первой волны, прибывших в Эль-Басс, были палестинскими христианами из Хайфы и Акки.
Вскоре лагерь был переполнен, и в других частях страны создавались новые лагеря. Первоначально в лагере совместно проживали армяне и палестинцы. В течение 1950-х годов армянские беженцы из Эль-Басса были переселены в район Анджар, а палестинцы из района Акко перебрались в лагерь. Многие из них занимались земледелием.
В 1957 году начались широкомасштабные раскопки римско-византийского некрополя в Эль-Бассе под руководством эмира Мориса Шехаба, отца современной ливанской археологии, десятилетиями возглавлявшего Службу древностей Ливана и являвшегося куратором Национального музея Бейрута. Работы были остановлены в 1967 году из-за политической нестабильности. Публикация материалов его исследований не была завершена. Местонахождение большей части находок и документов о раскопках неизвестно.
В 1965 году жители Эль-Басса получили доступ к электричеству.
После Шестидневной войны в июне 1967 года ещё одна волна палестинцев нашла убежище в Южном Ливане. В следующем году в лагере Эль-Басс было зарегистрировано уже 3911 жителей.Солидарность тирийцев с палестинцами была особенно ярко проявлена в январе 1969 года, когда прошла всеобщая забастовки с требованием отражения израильских атак по палестинским целям в Бейруте.
В то же время прибытие гражданских беженцев сопровождалось все более сильным присутствием палестинских боевиков. Столкновения между палестинцами и Израилем резко усилились: 12 мая 1970 года ЦАХАЛ предпринял ряд атак в Южном Ливане, в том числе в Тире. Палестинское повстанческое движение в Южном Ливане ещё больше активизировалось после конфликта Черного сентября 1970 года между Вооруженными силами Иордании и Организацией освобождения Палестины (ООП). Руководство ООП под руководством Ясира Арафата перебралось в Ливан, где ими фактически было создано государство в государстве, в лагерях беженцев были завербованы молодые бойцы, известные как фидаи.
Октябрьская война Судного дня 1973 года свидетельствовала о ещё большем количестве палестинских военных операций с южной территории Ливана, включая Тир, что, в свою очередь, все чаще вызывало ответные действия Израиля.
В следующем году шиитский священнослужитель иранского происхождения Сайед Муса Садр, ставший в 1959 году шиитским имамом Тира, основал «Харакат аль-Махрумин « („Движение обездоленных“), а год спустя, незадолго до начала Гражданской войны — её де-факто военное крыло: Афвадж аль-Мукавама аль-Лубнания (Амаль). Военную подготовку и вооружение для боевиков первоначально обеспечивала фракция ООП Арафата ФАТХ, но Садр все больше дистанцировался от них по мере того, как ситуация перерастала в гражданскую войну:

##### Гражданская война в Ливане (1975—1990)
В январе 1975 года отряд Народного фронта освобождения Палестины (НФОП) атаковал казармы ливанской армии в Тире. Нападение было осуждено ООП как „преднамеренное и безрассудное действие“. Однако два месяца спустя группировка ООП из восьми боевиков отплыла от побережья Тира в Тель-Авив, чтобы организовать атаку на отель „Савой“, в ходе которой были убиты восемь гражданских заложников и трое израильских солдат, а также семеро атакующих. В ответ Израиль нанес серию ударов по Тиру „с суши, моря и воздуха“ в августе и сентябре 1975 года.
Затем, в 1976 году, местные командиры ООП взяли на себя муниципальное управление Тиром при поддержке своих союзников из Ливанской арабской армии. Они заняли армейские казармы, выставили блокпосты и начали сбор таможенных пошлин в порту. Однако они быстро потеряли поддержку ливанско-тирского населения из-за своего „произвольного и часто жестокого поведения“.

К 1977 году население лагеря Эль-Басс составляло 4643 человека. По мере ухудшения их положения увеличивалась эмиграция в Европу. Сначала группа выпускников отправилась в тогдашний Западный Берлин, поскольку въезд через Восточный Берлин не требовал туристической визы. Многие поселились там или на территории тогдашней Западной Германии:
„Они сосредоточились на работе в сфере общественного питания и строительстве. Однако по-прежнему поддерживали тесные связи со страной выезда, отправляя деньги своим семьям, оставшимся в Ливане. Получив немецкое гражданство или действительный вид на жительство, они получили возможность посещать свои семьи в Ливане. Впоследствии, по мере накоплений финансов они помогали переехать близким родственникам. Во многих случаях их интеграции в немецкое общество способствовало вступление в брак с немцами.“
В то же время большая часть христианского населения постепенно выходила из лагеря. Предположительно, многие из них получили ливанское гражданство от правящего класса маронитов, которые таким образом пытались компенсировать эмиграцию ливанских христиан.
В 1977 году трое ливанских рыбаков в Тире погибли в результате нападения Израиля. Палестинские боевики ответили ракетным обстрелом израильского города Нагария, в результате чего погибли трое мирных жителей. Израиль, в свою очередь, отомстил, убив „более ста“ мирных жителей, в основном ливанских шиитов, в сельской местности Южного Ливана. Некоторые источники сообщают, что эти летальные события произошли в июле, тогда как другие датируют их ноябрём.

###### 1978 Конфликт Южного Ливана с Израилем
11 марта 1978 года Далаль Муграби, молодая женщина из лагеря палестинских беженцев Сабра в Бейруте и дюжина палестинских бойцов-фидаинов отплыли из Тира на пляж к северу от Тель-Авива. Их нападения на гражданские объекты получили название бойня на Прибрежной дороге, в результате этих действий погибло 38 израильских мирных жителей, в том числе 13 детей, 71 человек был ранен По данным ООН,
„Ответственность за этот рейд взяла на себя ООП. В ответ на это израильские войска в ночь с 14 на 15 марта 1978 вторглись в Ливан и за несколько дней оккупировали всю южную часть страны, за исключением Тира и его окрестностей.“
Тем не менее Тир сильно пострадал в боях во время операции „Литани“. Силы обороны Израиля нанесли удары по гавани в связи с заявлениями о получении оружие оттуда и из лагерей палестинских беженцев. Эль-Басс сильно пострадал от атак израильской авиации и флота.
„15 марта 1978 года ливанское правительство представило Совету Безопасности решительный протест против израильского вторжения. 19 марта Совет принял резолюции, в которых он призвал Израиль немедленно прекратить свои военные действия и вывести войска со всей ливанской территории. Также было принято решение о немедленном создании Временных сил Организации Объединённых Наций в Ливане (ЮНИФИЛ). Первые войска прибыли в этот район 23 марта 1978 года.“
Палестинские силы не желали сдавать свои позиции в Тире и его окрестностях. ЮНИФИЛ не смогли изгнать боевиков и понесли тяжелые потери. Поэтому был принял анклав палестинских боевиков в районе операции, который получил название „Тирский карман“. По сути, ООП продолжала править Тиром вместе со своими ливанскими союзниками из Национального ливанского движения, которое, однако, находилось в беспорядке после убийства его лидера Камаля Джумблата в 1977 году.
Частые бомбардировки Тира с земли, моря и с воздуха продолжались и после 1978 года. В январе 1979 года Израиль начал морские атаки на город. Сообщается, что ООП превратилась в регулярную армию, закупив крупные системы вооружения, в том числе советские танки Т-34 времён Второй мировой войны, которые она разместила в „Тирском кармане“ примерно с 1500 истребителями.
27 апреля 1981 года ирландский солдат ЮНИФИЛ Кевин Джойс был похищен палестинской группировкой со своего наблюдательного пункта недалеко „согласно сообщениям разведки ООН, был доставлен в лагерь палестинских беженцев в Тире. Он был застрелен через несколько недель после перестрелки между палестинцами и солдатами ООН на юге Ливана.“
ООП продолжала обстреливать Галилею до прекращения огня в июле 1981 году 23 числа того же месяца Силы обороны Израиля бомбили Тир.
По мере роста недовольства шиитского населения страданиями от конфликта между Израилем и палестинскими группировками росла и напряженность между Амалем и палестинскими боевиками. Борьба за власть усугублялась тем фактом, что ООП поддерживала лагерь Саддама Хусейна во время ирано-иракской войны, тогда как Амаль встал на сторону Тегерана.

###### 1982 израильское вторжение
После покушения на израильского посла Шломо Аргова в Лондоне 6 июня 1982 года Силы обороны Израиля начали вторжение в Ливан, которое снова сильно ударило по Тиру: в результате обстрелов израильской артиллерии и воздушных налетов в городе погибло около 80 человек. Палестинские лагеря приняли на себя основную тяжесть штурма, так как многие партизаны сражались до конца. Хотя Эль-Басс пострадал меньше, чем другие лагеря, современный отчет Организации Объединённых Наций показал, что половина домов в лагере была либо сильно повреждена, либо разрушена во время вторжения. Консультативный комитет по правам человека Американского комитета службы друзей назвал разрушение домов в Эль-Бассе „систематическим“. Желание эмигрировать из Эль-Басса ещё больше усилилось:
„Часть беженцев, в частности те, кто был ранен или чьи жилища были полностью разрушены, стремились покинуть Ливан на неопределенный срок. В это время осуществлялась связь между внутренней миграцией и международной миграцией. Дания и Швеция согласились принять этих беженцев. Германия тоже продолжала принимать. Миграционное поле распространилось на новые страны дальше на север. Германия, предыдущая основная страна-реципиент, теперь стала в основном страной транзита в Скандинавию.“
В 1984 году Организация Объединённых Наций по вопросам образования, науки и культуры (ЮНЕСКО) признала Тир, включая Эль-Басс, объектом Всемирного наследия в попытке остановить ущерб, наносимый археологическим памятникам вооружённым конфликтом и анархическим городским развитием.

###### 1985—1988 Война лагерей: Амаль против. ООП

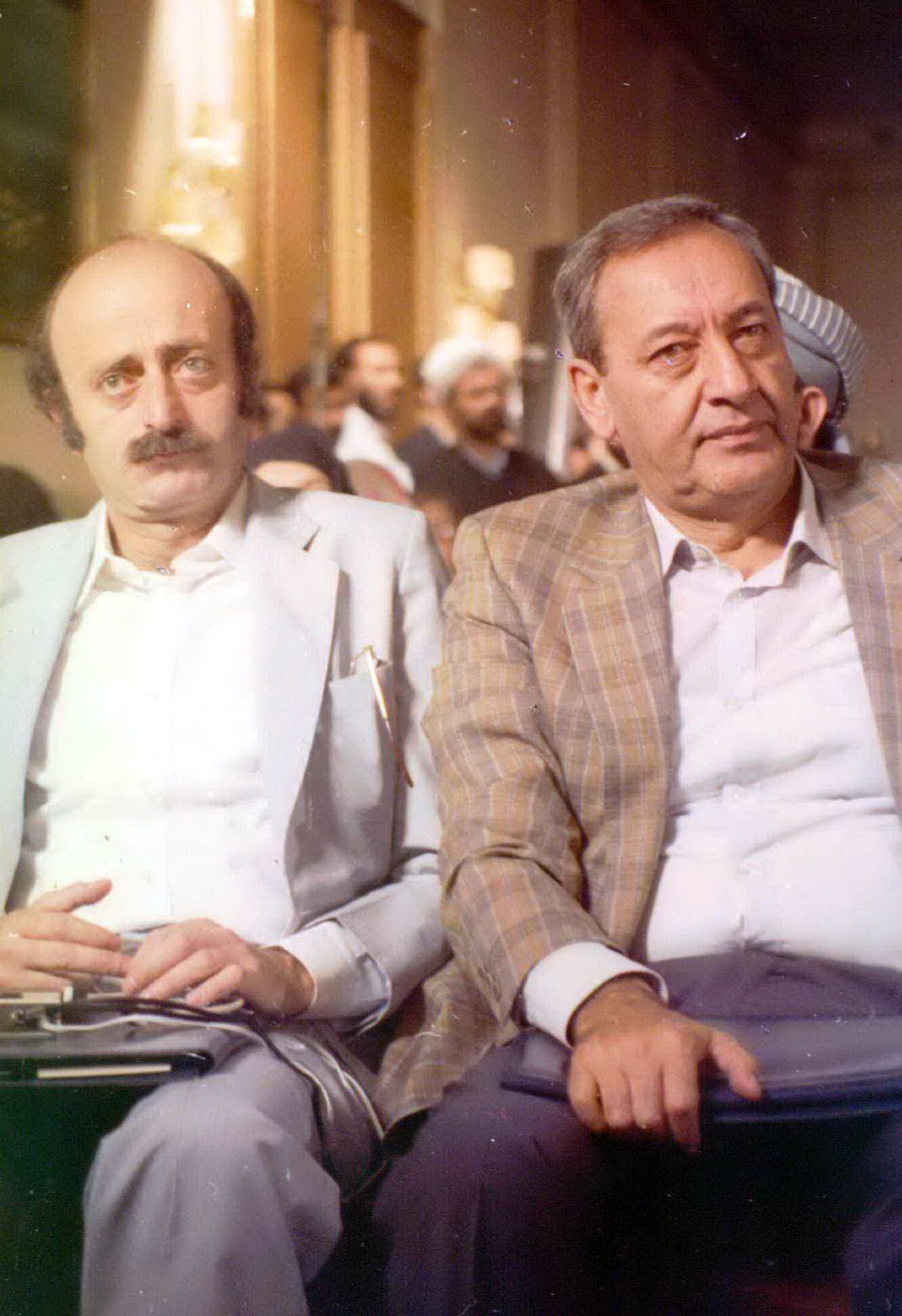
Берри (справа) и Джумблат в 1989 году

Под растущим давлением атак смертников со стороны „Хезболлы“ израильские силы ушли из Тира к концу апреля 1985 года и вместо этого установили самопровозглашенную „Зону безопасности“ в Южном Ливане с сотрудничающими с ней ополченцами из армии Южного Ливана. Однако Тир, оставшись вне контроля этой армии и был захвачен Движением Амаль под руководством Набиха Берри:
»Приоритетом «Амаль» как и прежде было предотвращение любого возвращения вооруженного палестинского присутствия на юг, это могло спровоцировать возобновление израильского вмешательства в недавно эвакуированные районы. Примерно 60 000 палестинских беженцев в лагерях вокруг Тира (Эль-Басс, Рашидия, Бурдж Эль-Шимали) были отрезаны от внешнего мира, хотя «Амаль» так и не удалось полностью взять под контроль сами лагеря. В суннитский «кантон» Сидон вооружённая ООП вернулась.«
Напряжённость между „Амаль“ и палестинскими боевиками вскоре снова обострилась и в конце концов переросла в Войну лагерей, которая считается „одним из самых жестоких эпизодов жестокой гражданской войны“. В сентябре 1986 года группа палестинцев обстреляла группировку „Амаль“ в Рашидии. После месяца осады „Амаль“ напал на лагерь беженцев на юге Тира. Сообщается, что ей помогал лидер Прогрессивной социалистической партии друзов Валид Джумблат, чей отец Камаль заключил, а затем разорвал союз с основателем „Амаль“ Мусой Садром, а также просирийское палестинское ополчение Ас-Сайка и „Народное движение“ Фронт освобождения Палестины — Главное командование». Бои продолжались в течение одного месяца. К тому времени около 7000 беженцев в районе Тира снова были переселены: 3 декабря Эль-Басс был захвачен движением Амаль, поскольку были «захвачены невооружённые лагеря Эль-Басс и Бурдж-эль-Шемали, сожжены дома и взяты под стражу более тысячи человек». В то же время многие ливанские шиитские семьи, перемещённые из оккупированной Израилем южной «зоны безопасности», начали строить неофициальный район на западной стороне рядом с лагерем. Тем временем эмиграция палестинцев из Эль-Баса в Европу становилась всё более сложной, поскольку в таких полюбившихся странах как Германия и Скандинавия, была введена ограничительная политика предоставления убежища:
В конце 1980-х годов на кладбище Эль-Басс проводились «тайные раскопки», которые «заполонили рынок древностей». В 1990 году в Эль-Бассе случайно был обнаружен некрополь железного века.

##### После гражданской войны (с 1991 г.)

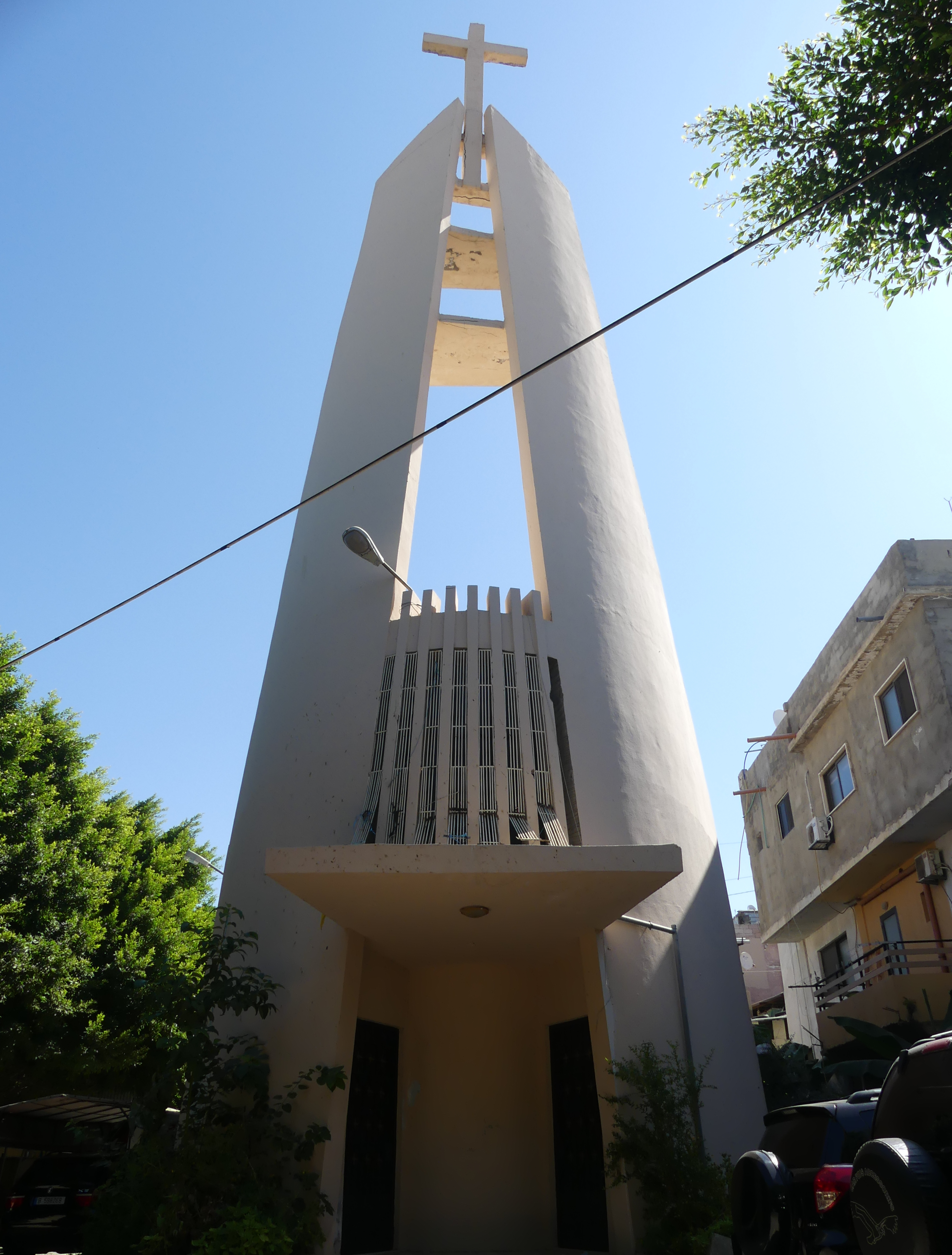
Маронитская церковь Святого Павла в Эль-Бассе

После окончания войны в марте 1991 года согласно Таифскому соглашению подразделения ливанской армии были развёрнуты вдоль прибрежного шоссе и вокруг лагерей палестинских беженцев в Тире, включая Эль-Басс.

Потоки эмиграции изменились в 1990-е годы, когда европейские пограничные режимы ещё больше ужесточились:
«Географическое расширение миграционного поля расширилось и затронуло такие страны, как Великобритания и Бельгия. Три основные принимающие страны (Германия, Швеция и Дания) продолжали играть центральную роль в этой миграционной системе, но всё больше в качестве транзитных стран.»
По оценкам, в конце десятилетия численность населения составляла 9 498 человек.
В 1997 году на территории Эль-Басса начались археологические раскопки под руководством испанцев. Они проводились одиннадцать лет и обнаружили площадь около 500 квадратных метров кремационных могил.
В 2005 году правительство Ливана отменило давние ограничения для жителей Эль-Баса на надстройку своих домов. После снятия ограничений в лагере произошло уплотнение застройки.
Во время израильского вторжения во время войны в Ливане в июле 2006 года Эль-Басс, пострадал меньше, чем другие районы Тира, особенно по сравнению с сильно разрушенным Бурдж-эль-Шемали. По крайней мере одно здание рядом с некрополем подверглось израильским бомбардировкам, в результате была повреждена часть фресок римской погребальной пещеры. Вероятнее всего это касается района маронитской церкви Святого Павла на восточной окраине лагеря, поскольку на мемориальной доске отмечается, что религиозное здание было повреждено израильскими воздушными ударами 12 июля и позже восстановлено при финансовой поддержке эмира Катара.
После того, как лагерь палестинских беженцев Нахр-эль-Баред на северо-западе Ливана был сильно разрушен в 2007 году из-за боев между ливанской армией и суннитской исламистской группировкой «Фатх аль-Ислам», некоторые его жители бежали в Эль-Басс.
В 2007—2008 годах системы пресной воды, сточных вод и ливневых стоков были восстановлены. До этого канализационные сети в Эль-Бассе находились над землей.

По состоянию на июнь 2018 года в лагере Эль-Басс был зарегистрирован 12 281 беженец, хотя это не обязательно соответствует фактическому количеству, так как многие уехали за эти годы. Фактически,
«Лагерь не очень оживленный, большая часть его людей живёт за границей».

## Здравоохранение
Эль-Басс считается уникальным среди лагерей палестинских беженцев в Ливане тем, что в его границах есть ливанская государственная больница. Некоторые неправительственные организации, как местные, так и международные, предлагают медицинские услуги, например, помощь детям с ограниченными возможностями.
Эль-Басс также считается уникальным среди других лагерей тем, что в нём находится маронитская церковь Святого Павла, которую посещают как палестинские, так и ливанские христиане. Утверждается, что этот факт, наряду с ливанской государственной больницей, способствует более высокой степени интеграции между ливанцами и палестинцами. Однако количество домов, населенных палестинскими христианами, которые, как сообщается, раньше составляли около 40 процентов населения Эль-Баса, к 2011 году, по-видимому, сократилось примерно до 15. По-видимому, в лагере всё ещё проживает небольшое количество армян.